# 圣母圣殿 (圣塞瓦斯蒂安)
圣母圣殿 是一座巴洛克式的罗马天主教宗座圣殿在1774年完成。它位于西班牙巴斯克自治区吉普斯夸省 圣塞瓦斯蒂安老城。

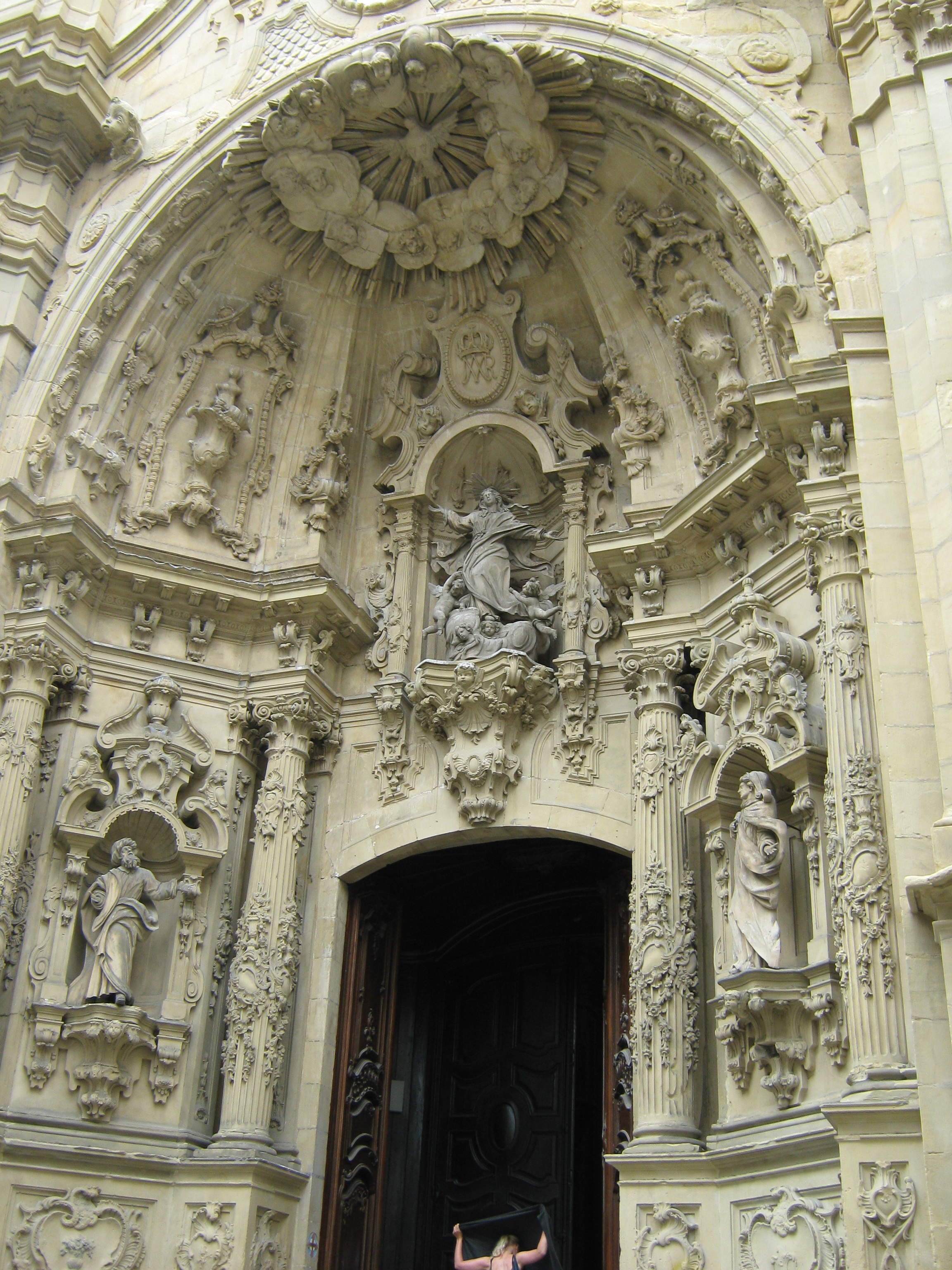
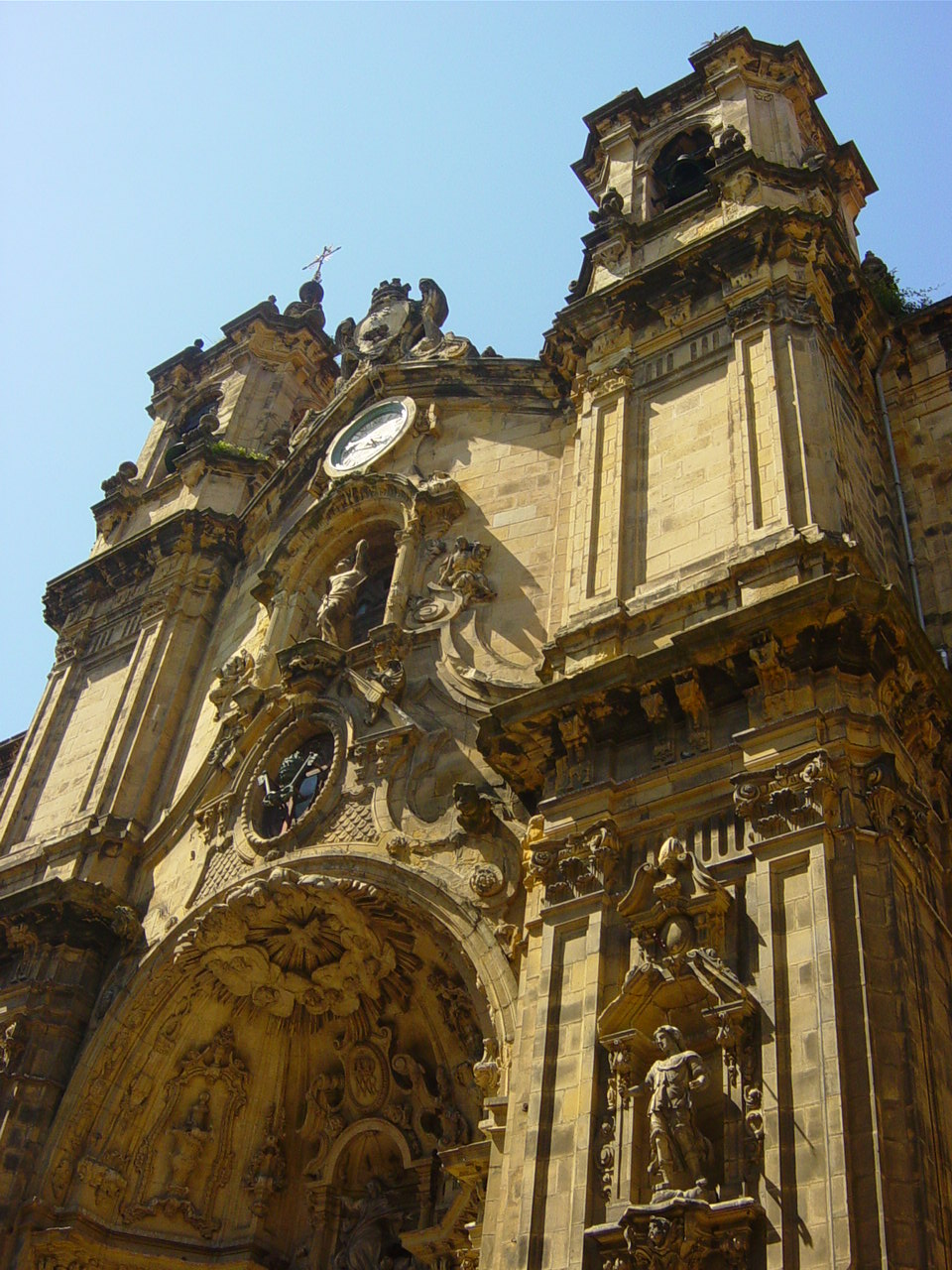

教堂的中殿由48乘33（157乘108英尺）的一个大空间组成。柱高15（49英尺）。中央圆顶高27（89英尺）。